# Trigonopterus rubidus
Trigonopterus rubidus – gatunek chrząszcza z rodziny ryjkowcowatych i podrodziny krytoryjków.

## Taksonomia
Gatunek ten opisany został po raz pierwszy w 2021 roku przez Radena P. Narakusumo i Alexandra Riedela na łamach „ZooKeys”. Jako miejsce typowe wskazano górę Dako w kabupatenie Tolitoli w indonezyjskiej prowincji Celebes Środkowy. Epitet gatunkowy oznacza po łacinie „czerwonawy” i odnosi się do barwy pokryw.

## Morfologia
Chrząszcz o ciele długości od 2,1 do 2,9 mm, wysklepionym, w zarysie prawie jajowatym z wyraźnym przewężeniem między przedpleczem a pokrywami, ubarwionym czarno z rdzawymi czułkami i pomarańczowymi do ciemnordzawych pokrywami. Ryjek samca zaopatrzony jest w szeroką listewkę środkową i parę listewek przyśrodkowych. Powierzchnia przedplecza jest gęsto punktowana. Pokrywy mają wyraźne rzędy z punktami oraz skąpo punktowane międzyrzędy. Listewki przednio-brzuszne na udach środkowej i tylnej pary są lekko karbowane. Tylna para odnóży ma na udach przedwierzchołkową łatkę strydulacyjną. Genitalia samca mają prącie o bokach prawie równoległych i szeroko kanciastym, skąpo oszczecinionym szczycie. Aparat przenoszący jest biczykowaty i zakrzywiony, wsparty parą L-kształtnych sklerytów. Przewód wytryskowy jest nabrzmiały u podstawy, zakrzywiony wokół apodem, a dalej cienki i błoniasty.

## Ekologia i występowanie
Ryjkowiec ten zasiedla górskie lasy. Spotykany jest na rzędnych od 1700 do 1900 m n.p.m. Bytuje na listowiu roślinności.
Owad orientalny, endemiczny dla Celebesu, znany tylko z lokalizacji typowej w prowincji Celebes Środkowy.